# Eugénie Blanchard
Eugénie Blanchard (Saint-Barthélemy, 16 februari 1896 – 4 november 2010) was van 2 mei 2010 tot haar dood een half jaar later de oudste erkende levende mens ter wereld, na het overlijden van de eveneens 114-jarige Japanse Kama Chinen.
Blanchard werd geboren in de wijk Merlet in Saint-Barthélemy, dat tot 2007 deel uitmaakte van het Franse overzeese departement Guadeloupe. Op haar 24e werd ze non en nam ze de naam Cyria Costa aan. Toen ze 33 jaar was verhuisde zij naar het Nederlandse eiland Curaçao. Op 60-jarige leeftijd ging ze weer terug naar het eiland Saint-Barthélemy, waar ze op zichzelf woonde tot 1980. In dat jaar trok ze in een verzorgingshuis. Ze was tot haar overlijden in 2010 in goede gezondheid, maar wel praktisch blind en had een zwak gestel. Praten deed ze nog maar zeer sporadisch.

## Trivia
- De kinderen in haar omgeving noemden haar "Douchy". Blanchard gaf hen namelijk snoepjes om hen te motiveren tot bijbelstudie, en gebruikte daarbij het woord 'douchy', dat snoepjes betekent in het papiamento.[2][3]
- Sinds 25 mei 2008 was ze de oudste inwoonster van Frankrijk, maar niet de oudste inwoonster van Europa (omdat Saint-Barthélemy niet in Europa ligt). De oudste inwoonster van Europa was toentertijd de eveneens in 1896 geboren Engelse Florrie Baldwin, die overleden is op 8 mei 2010.[4]